# トントン (ジャイアントパンダ)
トントン（童童、Tong Tong、1986年6月1日 - 2000年7月8日）は、東京都台東区上野公園内の東京都恩賜上野動物園で飼育されていたジャイアントパンダである。性別はメス。日本国内で繁殖に成功したジャイアントパンダの1例目（日本国内で誕生したジャイアントパンダとしては2頭目）。

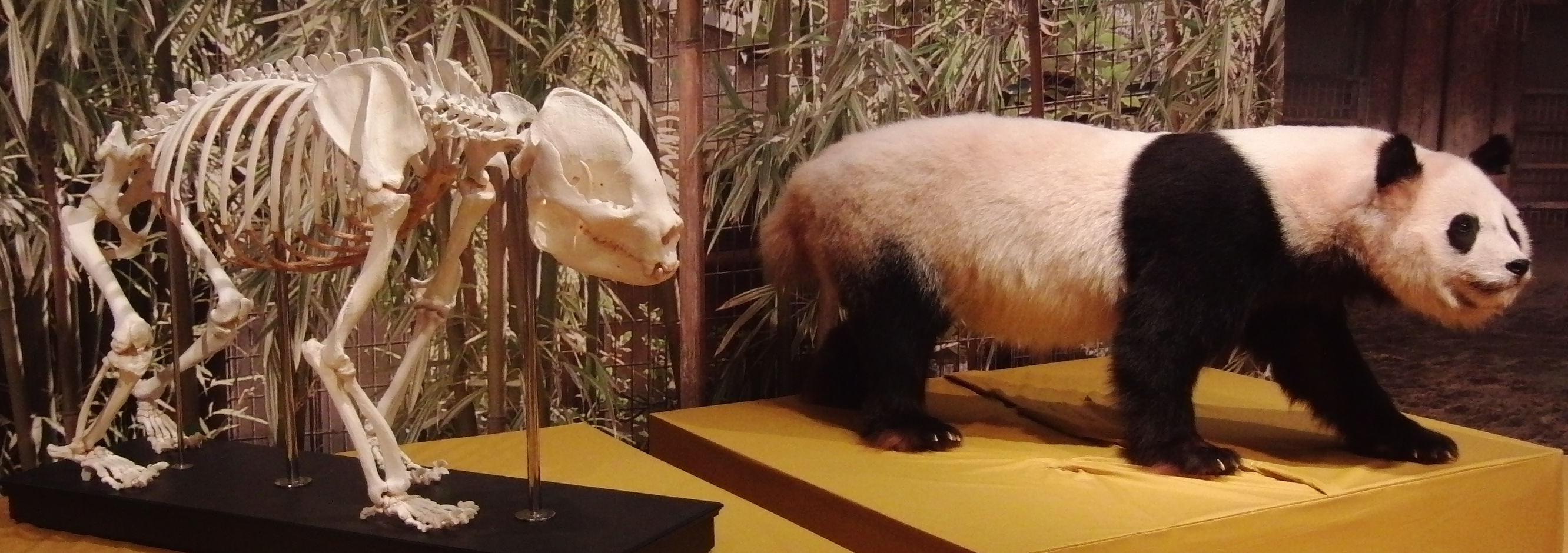
トントンの骨格と剥製（国立科学博物館の企画展「科博標本動物園」での展示）

## 誕生と成長
上野動物園生まれで、上野動物園で死亡、14歳1か月の生涯を上野動物園で過ごしたジャイアントパンダである。
父は1982年11月9日に上野動物園に来園したフェイフェイ（飛飛、Fei Fei）、母はフェイフェイより先に1980年1月29日に来園していたホアンホアン（歓歓、Huan Huan）。この2頭の間で行われた人工授精によりホアンホアンが妊娠。1985年6月27日に日本初のパンダの赤ちゃんチュチュ（初初、Chu Chu）が誕生した。しかし、チュチュは母ホアンホアンの下敷きとなり、胸部挫傷でわずか45時間という短い生涯を終える。
1986年、再び人工授精によりホアンホアンが妊娠し、赤ちゃんパンダが誕生した。これがトントンである。名前は公募され、応募数は27万通であった。
同年12月16日から開始された一般公開には、トントンを見ようと大勢の人が入園した。公開開始1か月で、来園者が前年比約2倍の42万人に達した。
トントンは無事に成長し「木登りが大好きなおてんば娘」となった。
トントンの誕生でパンダ舎が手狭になり、またトントン人気で来園者も増加したため、上野動物園はそれまでのパンダ舎を拡張するかたちで建て替え、1988年4月に新パンダ舎をオープンさせた。
フェイフェイとホアンホアンのペアは、トントン出産後も人工授精により1988年6月23日にオスのユウユウ（悠悠、You You）を出産し、計3頭の子を産んだ。
1992年、日中国交正常化20周年を記念し、中国とジャイアントパンダのオス同士を交換することになった。11月5日に中国からオスのリンリンが来日し、代わりにユウユウが11月13日に北京動物園へ渡った。リンリンとトントンのペアは1994年から毎年、人工授精を行ったが、出産とはならなかった。

## 特徴
ジャイアントパンダの生殖器はオス・メス似ているため性別判定が難しく、トントンは当初、オスだと思われていた。しかし、お嫁さん探しをしようとした4歳のときになって、実はメスだと判明した。
通常、ジャイアントパンダの尻尾は白であるが、トントンは珍しく黒い毛が尻尾の先に混じっていた。このようなジャイアントパンダは世界でも珍しいとされる。

## 社会的影響
NTT東京総支社ではトントンの誕生から2か月間にわたってトントンの鳴き声を聞くことができるテレホンサービスを実施し、着信数は66万本に達した。また、1986年12月15日からトントンのテレホンカードを発売し、販売数は4種計で516万枚に達した。これらの功績が認められ、1987年10月22日にトントンはNTTの特別事業功労者を受賞した。授与式には、トントンのぬいぐるみ（着ぐるみ）と中川志郎園長（当時）らが出席した。

## 死亡

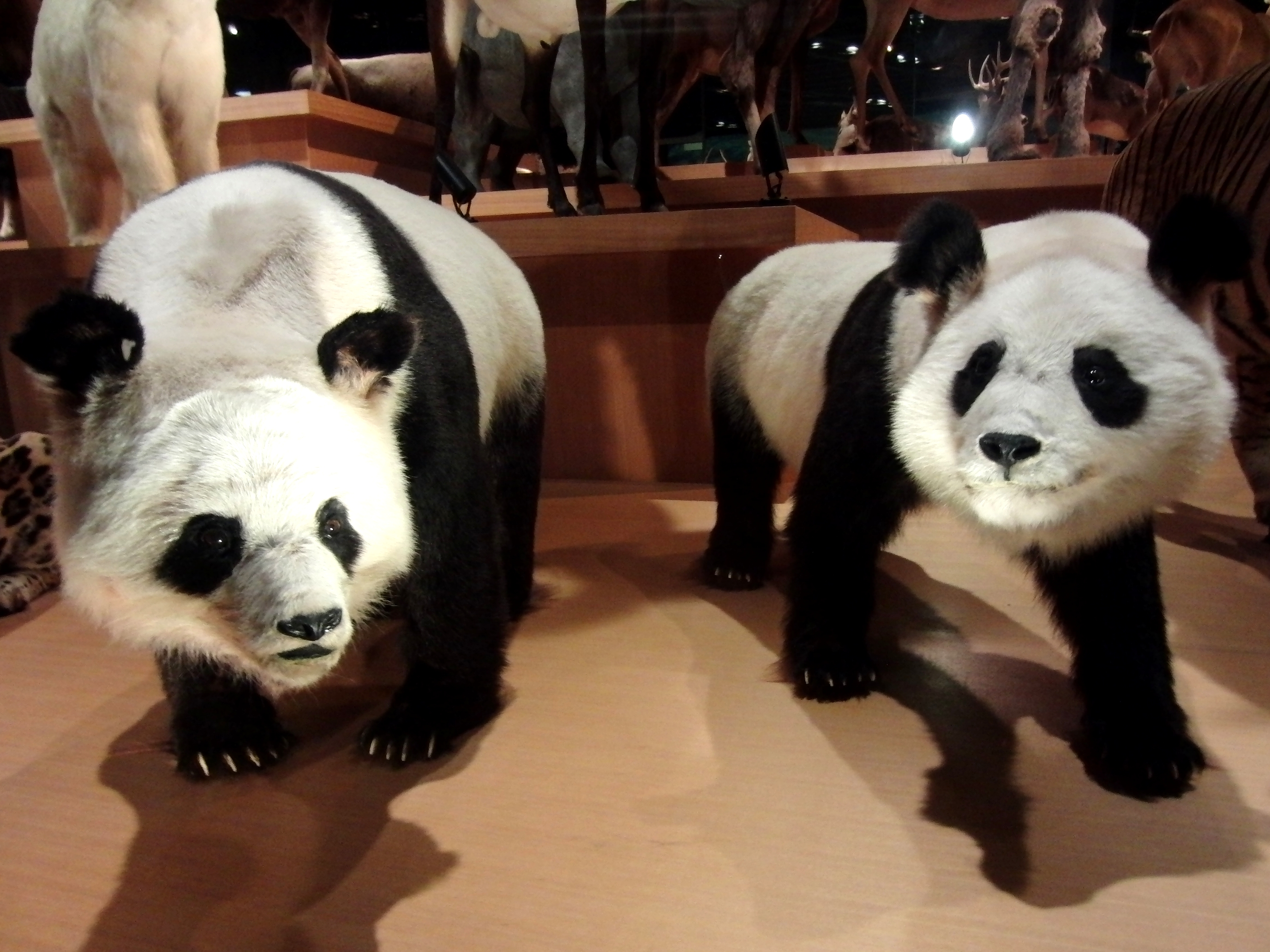
トントン（右）の剥製。左はトントンの父フェイフェイ。国立科学博物館の展示。

2000年7月8日、トントンは癌による腹膜炎で死亡した。国立科学博物館で解剖、研究され、その剥製が国立科学博物館の地球館3階で父フェイフェイと並んで展示されている。